# Luis Resto (musicien)
Pour les articles homonymes, voir Luis Resto.
Luis Edgardo Resto, né le 22 juillet 1961 à Ann Arbor, est un musicien, compositeur et producteur américain. Il a travaillé notamment avec Eminem, mais également d'autres artistes de rap tels que Jay-Z, Tupac Shakur, 50 Cent, Obie Trice, Ca$his, Lil Wayne, B.o.B ou encore Lloyd Banks. Il a sorti un album personnel, Combo De Moment, en mai 2010.
La chanson Lose Yourself d'Eminem qu'il a coproduit a reçu un Oscar de la meilleure chanson originale ainsi que deux Grammy Awards.

## Discographie
- 2010 : Combo De Momento
- 2013 : One Small Ligh

## Productions
Source partielle : site officiel de Luis Resto

### 1981
- Was (Not Was) - Was (Not Was)

### 1994
- The Rolling Stones - Voodoo Lounge

8. "I Go Wild"

### 1995
- Diverses artistes - Ain't Nuthin' But A She Thing

9. "Don't Smoke In Bed" (Patti Smith)

### 2002
- 8 Mile Soundtrack

01. "Lose Yourself" (production additionnelle)
05. "Places To Go" (production additionnelle et claviers)

### 2003
- Jay-Z - The Black Album

09. "Moment Of Clarity" (production additionnelle et claviers)

### 2004
- Eminem - Encore

02. "Evil Deeds" (claviers de l'intro)
04. "Yellow Brick Road" (production additionnelle et claviers)
05. "Like Toy Soldiers" (production additionnelle et claviers)
07. "Puke" (production additionnelle et claviers)
08. "My 1st Single" (production additionnelle et claviers)
15. "Spend Some Time" (production additionnelle et claviers)
16. "Mockingbird" (production additionnelle et claviers)
17. "Crazy In Love" (production additionnelle et claviers)
18. "One Shot 2 Shot" (production additionnelle et claviers)
20. "Encore/Curtains Down" (claviers additionnels)
- Eminem - Encore (Bonus CD)

01. "We As Americans" (production additionnelle et claviers)
02. "Love You More" (production additionnelle et claviers)
03. "Ricky Ticky Toc" (production additionnelle et claviers)
- 2Pac - Loyal to the Game

01. "Soldier Like Me (Return of the Soulja)"
02. "The Uppercut"
03. "Out on Bail"
04. "Ghetto Gospel"
05. "Black Cotton"
06. "Loyal to the Game"
07. "Thugs Get Lonely Too"
08. "N.I.G.G.A. (Never Ignorant about Getting Goals Accomplished)"
09. "Who Do You Love?"
10. "Crooked Nigga Too"
11. "Don't You Trust Me?"
12. "Hennessy"
13. "Thug 4 Life"

### 2005
- 50 Cent - The Massacre

02. "In My Hood"
04. "I'm Supposed To Die Tonight"
10. "Ski Mask Way"
16. "My Toy Soldier"
- Obie Trice - Second Round's on Me

02. "Wake Up"
03. "Violent"
05. "Lay Down"
06. "Snitch"
08. "Ballad Of Obie Trice"
09. "Jamaican Girl"
10. "Kill Me a Mutha"
12. "All of My Life"
13. "Ghetto"
14. "There They Go"
17. "Everywhere I Go"
18. "Obie Story"

### 2007
- Ca$his - County Hound EP

06. "Pistol Poppin'" (featuring Eminem) (coproduit avec Eminem)

### 2009
- Eminem - Relapse

17. "Beautiful"
- Eminem- Relapse: Refill

4. "Elevator"
- Eminem- Relapse: Refill

9. "Careful what you wish for"
- Lil Wayne - Rebirth

8. "Drop the World" (featuring Eminem)

### 2010
- B.o.B - B.o.B Presents: The Adventures of Bobby Ray

12. "Airplanes, Part II" (featuring Eminem & Hayley Williams de Paramore)
- Eminem - Recovery

5. "W.T.P."
7. "Not Afraid"
- Lloyd Banks - H.F.M. 2 (The Hunger For More)

17. "Where I'm At" (coproduit avec Boi-1da & Eminem)

### 2011
- Bad Meets Evil - Hell: The Sequel

01. "Welcome 2 Hell"
02. "Fast Lane"
03. "The Reunion"
04. "Above the Law"
06. "A Kiss"
07. "Lighters" (featuring Bruno Mars)
09. "Loud Noises" (featuring Slaughterhouse)

### 2012
- Slaughterhouse – Welcome to: Our House[2]

01. "The Slaughter" (Intro)
02. "Our House" (featuring Eminem & Skylar Grey)
03. "Coffin" (featuring Busta Rhymes)
04. "Throw That" (featuring Eminem)
05. "Hammer Dance"
06. "Get Up"
07. "My Life" (featuring Cee Lo Green)
08. "We Did It" (Skit)
09. "Flip a Bird"
10. "Throw It Away" (featuring Swizz Beatz)
11. "Rescue Me" (featuring Skylar Grey)
12. "Frat House"
13. "Goodbye"
14. "Park It Sideways"
15. "Die"
16. "Our Way" (Outro)
Deluxe version
17. "Asylum" (featuring Eminem)
18. "Walk of Shame"
20. "Place to Be" (featuring B.o.B)

### 2013
- Eminem – The Marshall Mathers LP 2

04. "So Much Better"
10. "Brainless"
11. "Stronger Than I Was"

### 2014
- Shady Records – Shady XV

01. "Shady XV" (Eminem)
02. "Psychopath Killer" (Slaughterhouse featuring Eminem & Yelawolf)
03. "Die Alone" (Eminem featuring Kobe)
04. "Vegas" (Bad Meets Evil)
06. "Guts Over Fear" (Eminem featuring Sia)
09. "Fine Line" (Eminem)
10. "Twisted" (Skylar Grey, Eminem & Yelawolf)
11. "Right for Me" (Eminem)

### 2015
- Yelawolf – Love Story

03. "American You"
- Divers artistes – Southpaw (soundtrack)

02. "Kings Never Die" (Eminem featuring Gwen Stefani)
04. "This Corner" (Denaun)
09. "All I Think About" (Bad Meets Evil)
13. "Phenomenal" (Eminem)

### 2018
- Nicki Minaj – Queen

02. "Majesty" (featuring Eminem & Labrinth)
- Eminem – Kamikaze

07. "Stepping Stone"
13. "Venom"

### 2020
- Eminem – Music to Be Murdered By

### 2024
- Eminem – The Death of Slim Shady (Coup de Grâce)
  - Houdini